# Белавіно
Белавіно — село у складі міського поселення Клин Клинського району Московської області Російської Федерації

## Розташування
Село Белавіно входить до складу міського поселення Клин, воно розташоване на березі річки Лютенки, на північний схід від міста Клин. Найближча залізнична станція Клин.

## Населення
Станом на 2010 рік у селі проживало 53 людини